# Llac Naivasha
El llac Naivasha és un llac africà d'aigua dolça localitzat a Kenya, als afores de l'homònima petita ciutat de Naivasha (14 563 hab. l'any 1999), al comtat de Nakuru, que es troba al nord-oest de la capital Nairobi. És un dels llacs de la Gran Vall del Rift, el de més altitud del grup. El nom deriva del nom local massai Nai'posha, que significa «aigües agitades» i deriva de les turbulències que causen les tempestes sobtades.
El 10 d'abril del 1995, una àrea de 30.000 ha va ser inclosa a la Llista Ramsar d'aiguamolls d'importància internacional del conveni de Ramsar, el segon aiguamoll protegit al país. Es va declarar com a parc nacional Llac Naivasha i l'any 1999 es va incloure a la Llista indicativa Patrimoni de la Humanitat a Kenya (béns per ser declarats en el futur).

## Localització

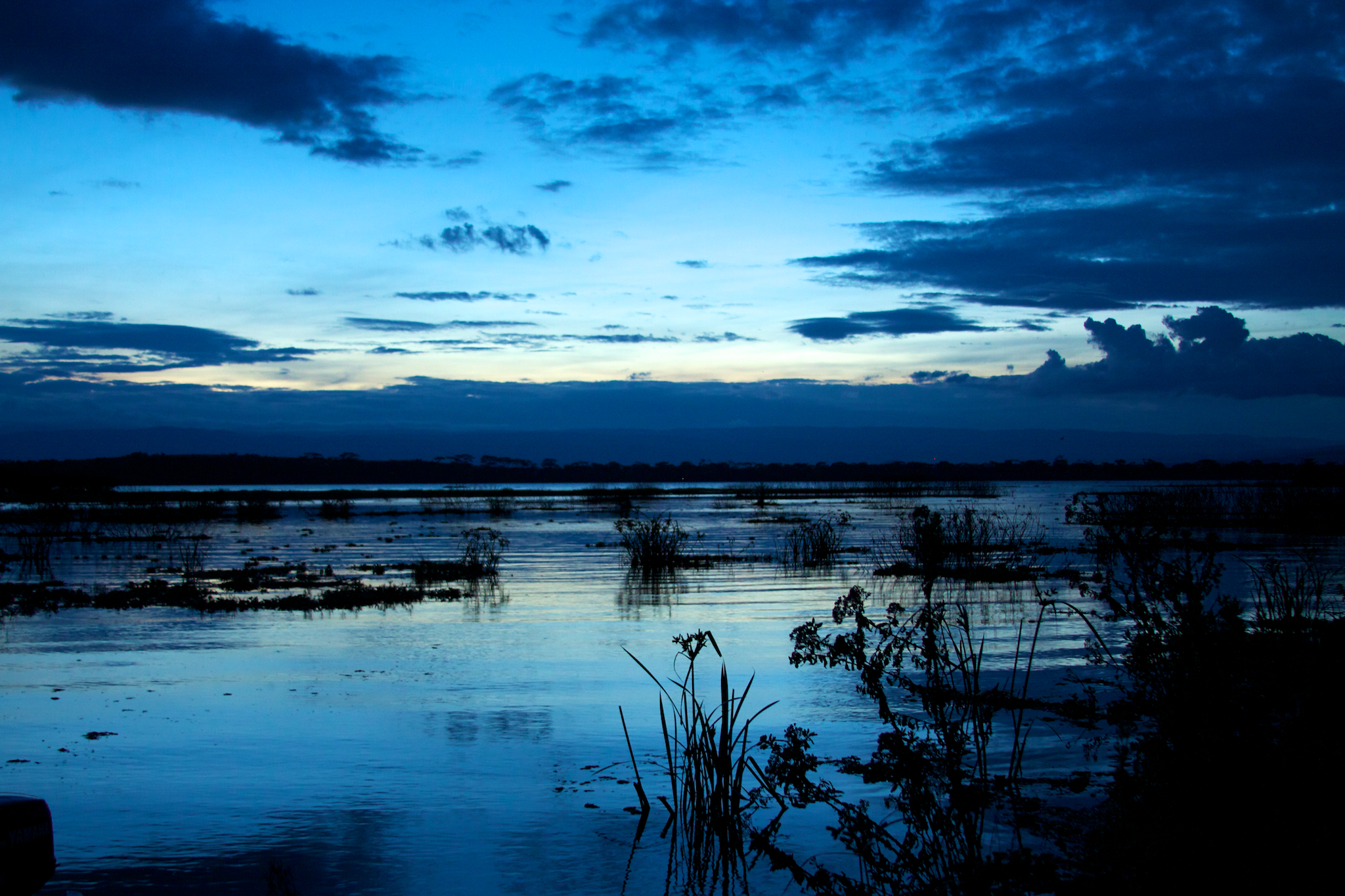
Vesprada al llac Naivasha

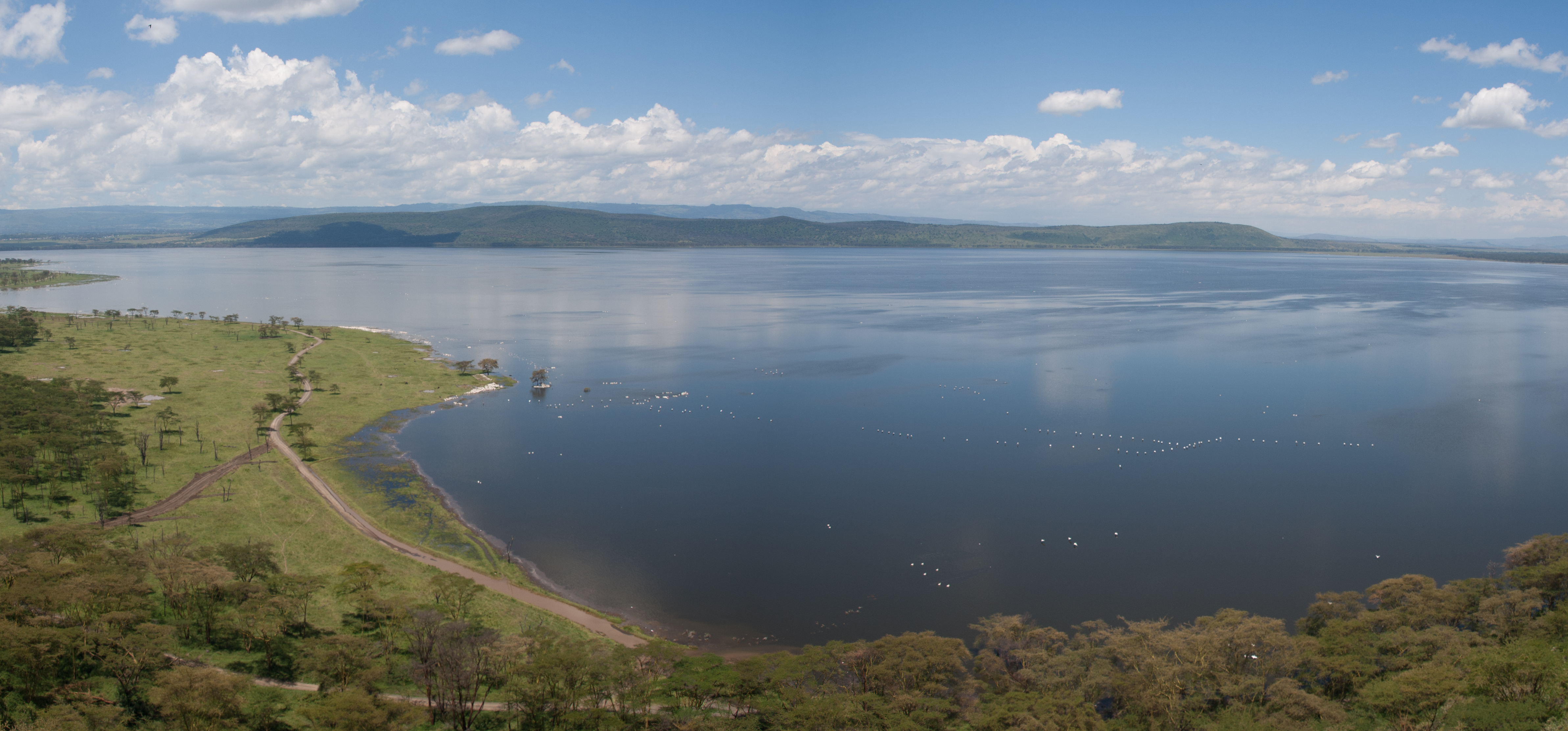
Una altra vista del llac Naivasha (2012)

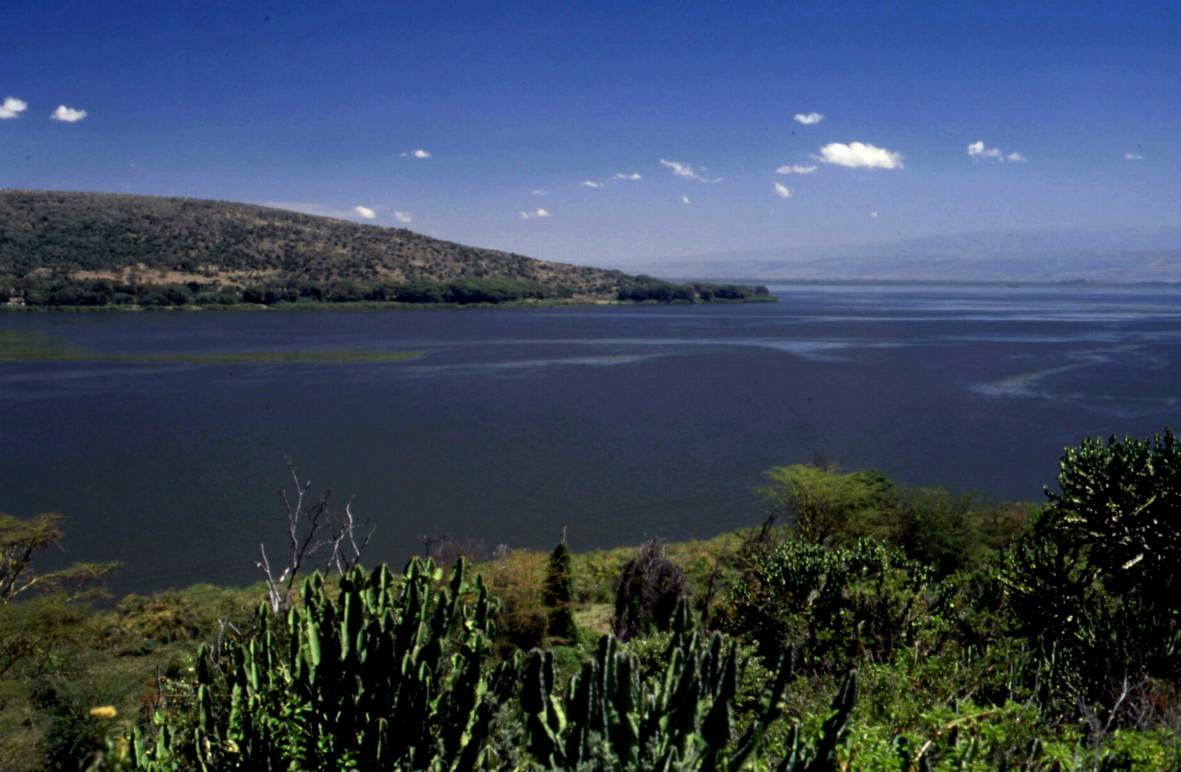
Una altra vista del llac Naivasha (2012)

El llac Naivasha està situat a la part més elevada de la vall del Rift de Kenya, a 1.884 m, en una complexa combinació geològica de roques volcàniques i dipòsits sedimentaris d'un antic gran llac de l'era del Plistocè. A part de corrents transitoris, el llac és alimentat pels perennes rius Malewa i Gilgil. No té emissaris visibles, però ja que l'aigua del llac és relativament nova, se suposa que té una sortida subterrània.
El llac té una superfície de 139 km², i és envoltat per un pantà que cobreix una àrea de 64 km², però que pot variar molt depenent de les pluges. Està situat a una altitud de 1884 m. El llac té una profunditat mitjana de 6 m, i la zona més profunda se situa a Crescent Island, amb una profunditat màxima de 30 m. La Njorowa Gorge utilitza per formar la sortida del llac, però ara està molt per sobre del llac i forma l'entrada al parc nacional Puerta del Infierno. La ciutat de Naivasha (anteriorment East Nakuru) es troba a la ribera nord-est del llac.

## Història
L'any 1882 la regió va ser visitada per l'explorador alemany Gustav Fischer, amb el patrocini de la Societat Geogràfica d'Hamburg, que va penetrar des de la desembocadura del riu Pangani fins al llac Naivasha i a qui els massais van prevenir de seguir avançant.
Entre 1937 i 1950, el llac va ser utilitzat com a lloc d'amaratge dels hidroavions de la companyia Imperial Airways que volaven rutes de passatgers i de correu des de Southampton, a Gran Bretanya, fins a Sud-àfrica. Connectaven Kisumu i Nairobi.
Joy Adamson, autora de Born Free, va viure a la riba del llac a mitjans de la dècada de 1960. On també hi ha l'hivernacle Oserian «Djinn Palace», que va adquirir notorietat en els dies Happy Valley entre les dues guerres mundials. El 1999, l'Associació Lake Naivasha Riparian Association va rebre el Premi de Conservació de les Zones Humides de Ramsar (Ramsar Wetland Conservation Award) pels seus esforços de conservació.

## Ecologia

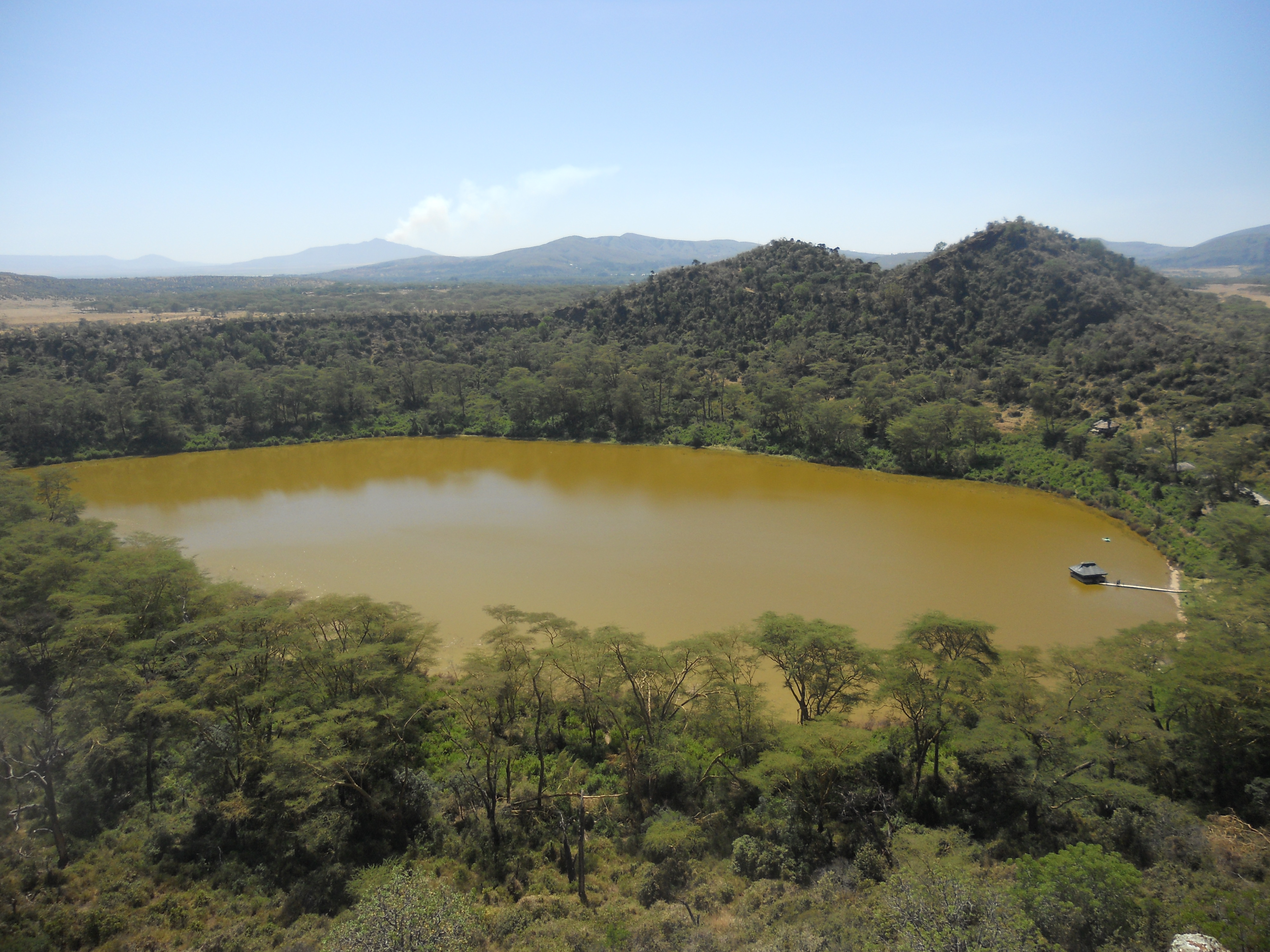
El llac Sonachi (un llac de cràter verd), proper al llac Naivasaha

El llac està rodejat de l'ecoregió terrestre de Boscs septentrionals d'arbusts i matolls d'Acacia-Commiphora. El llac és la llar d'una gran varietat de tipus de vida silvestre, incloent més de 400 espècies d'aus diferents i una població considerable d'hipopòtams. La comunitat de peixos en el llac ha estat molt variable en el temps, influïda pels canvis en el clima, la indústria pesquera i la introducció d'espècies invasores a causa de l'activitat humana. El canvi més recent en la població de peixos va seguir la introducció accidental de la carpa comuna el 2001. Nou anys més tard, l'any 2010, la carpa comuna representava més del 90% de les captures al llac.
Hi ha dos llacs més petits a la rodalia del llac Naivasaha: el llac Oloiden i el llac Sonachi (un llac de cràter verd). El refugi de caça Crater Lake es troba als voltants, on és coneguda la seva població d'immigrants i colons europeus.

## Agricultura i indústria
La floricultura constitueix la principal empresa al voltant del llac. No obstant això, l'ús no regulat de gran quantitat d'aigües del llac per al reg està reduint el seu nivell i és causa de preocupació a Kenya. La pesca al llac també havia estat una altra font d'ingressos per a la població local. El llac varia molt de nivell d'aigua i durant la dècada de 1890 va estar gairebé esgotat. Els nivells segueixen en general el patró de pluges a la zona de captació.
L'any 1981, es va encarregar la primera central geotèrmica per al llac Naivasha i el 1985, estava generant un total de 45 MW d'electricitat a la zona.
El nivell de l'aigua del llac Naivasha va aconseguir un mínim de profunditat de 0,6 m el 1945, però va créixer de nou, amb inundacions menors fins a arribar a una profunditat màxima de gairebé 6 m l'any 1968. Va haver-hi un altre important descens del nivell en 1987, quan la profunditat va aconseguir els 2,25 m per sobre del fons del llac. El descens de 1987 va augmentar la preocupació pel futur de la indústria de l'energia geotèrmica, i es va especular que l'aigua subterrània del llac Naivasha podria estar alimentant el dipòsit geotèrmic a Olkaria. Per tant, la disminució de l'aigua del llac afectaria el futur de la indústria geotèrmica.

## Galeria d'imatges

Fauna en el llac
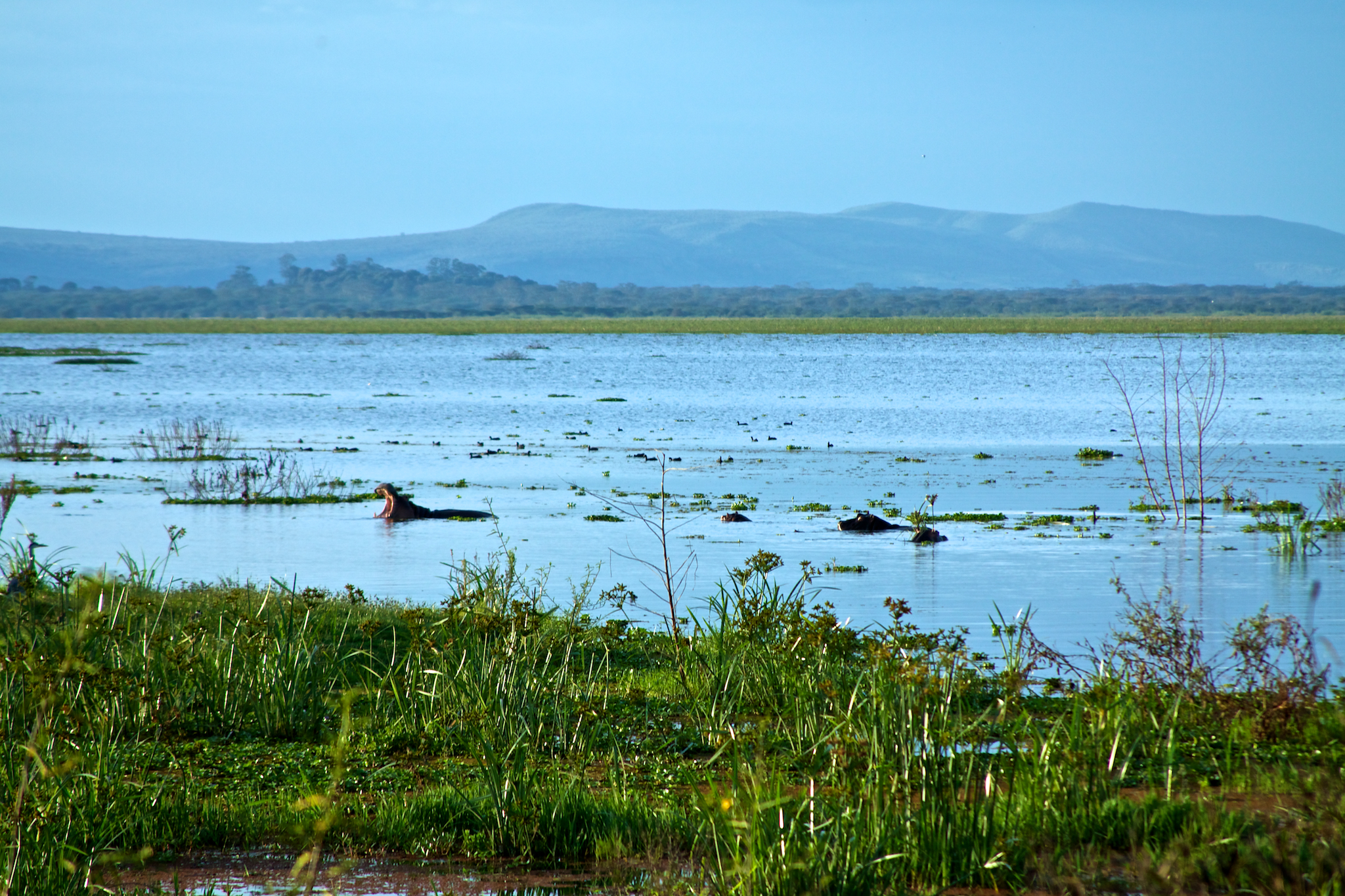
Hipopòtams
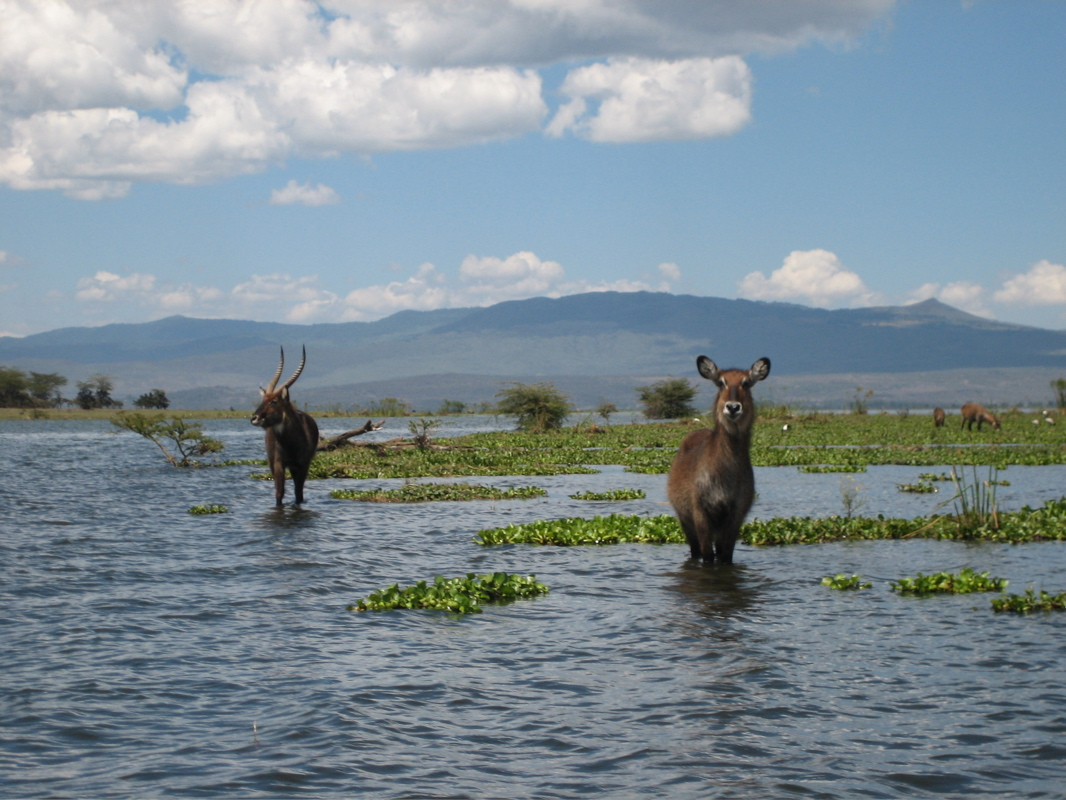
Antílop aquàtic
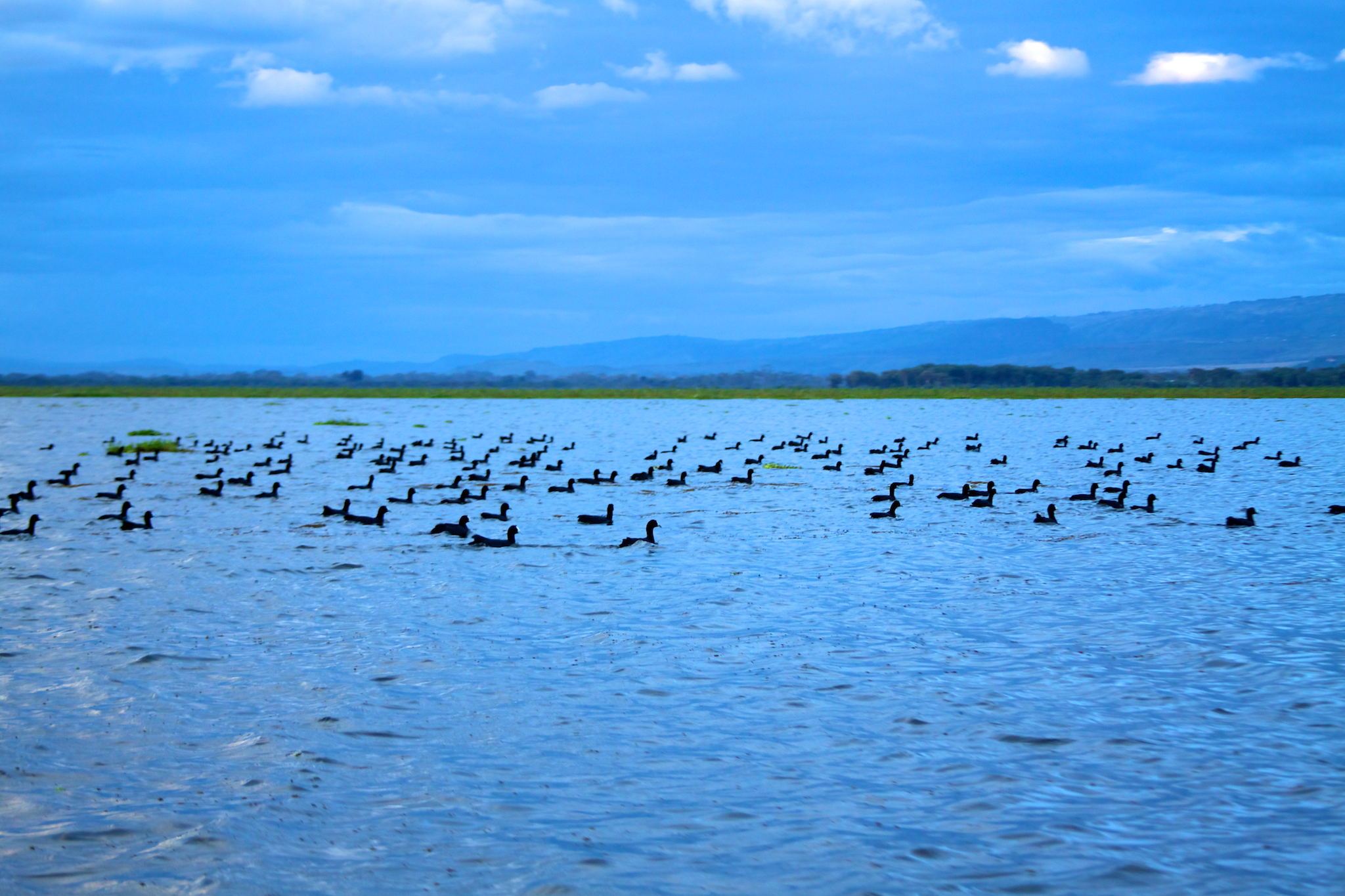
Ànecs en el llac
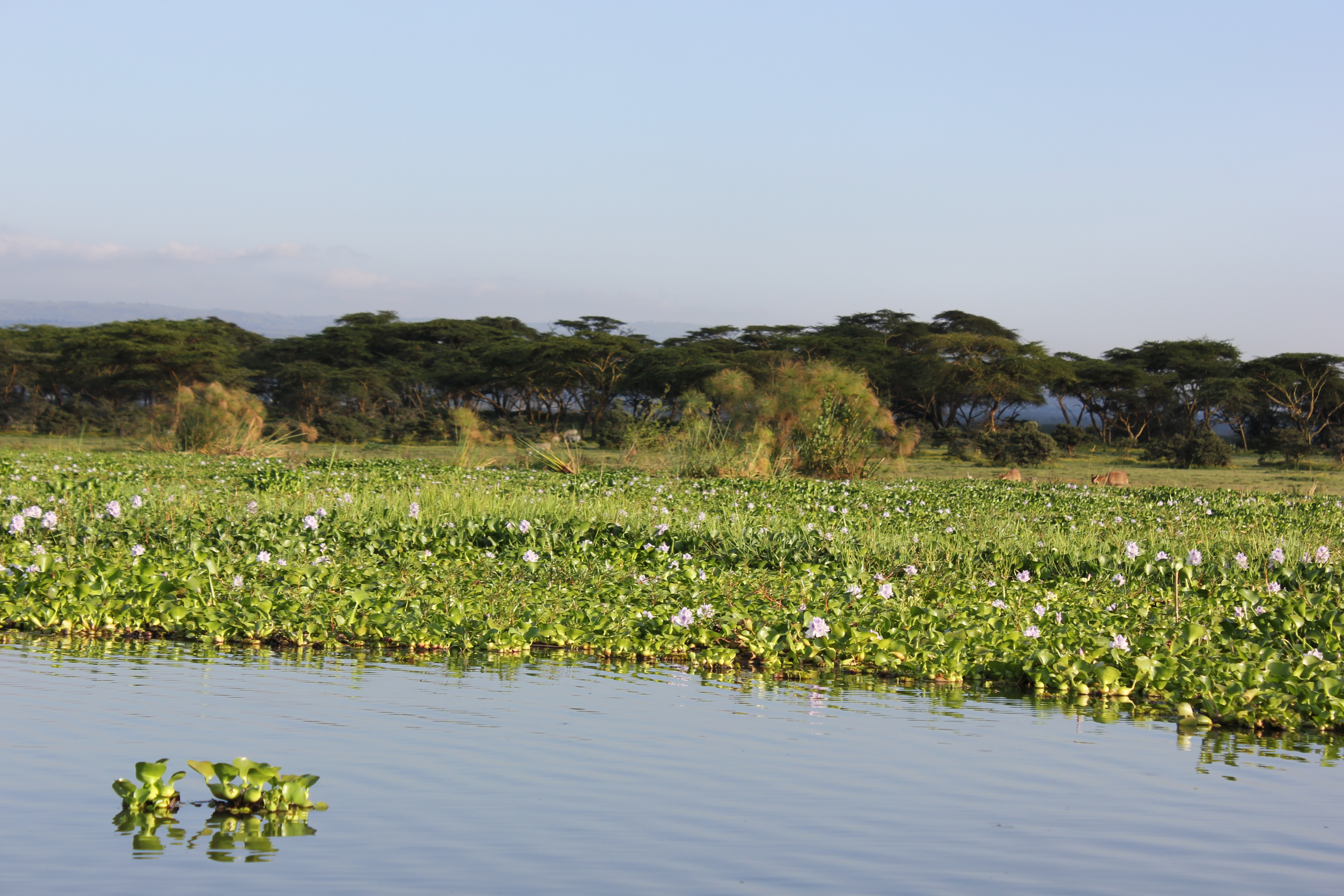
Vegetació aquàtica